# Cronologia istorică a Târgu Mureșului

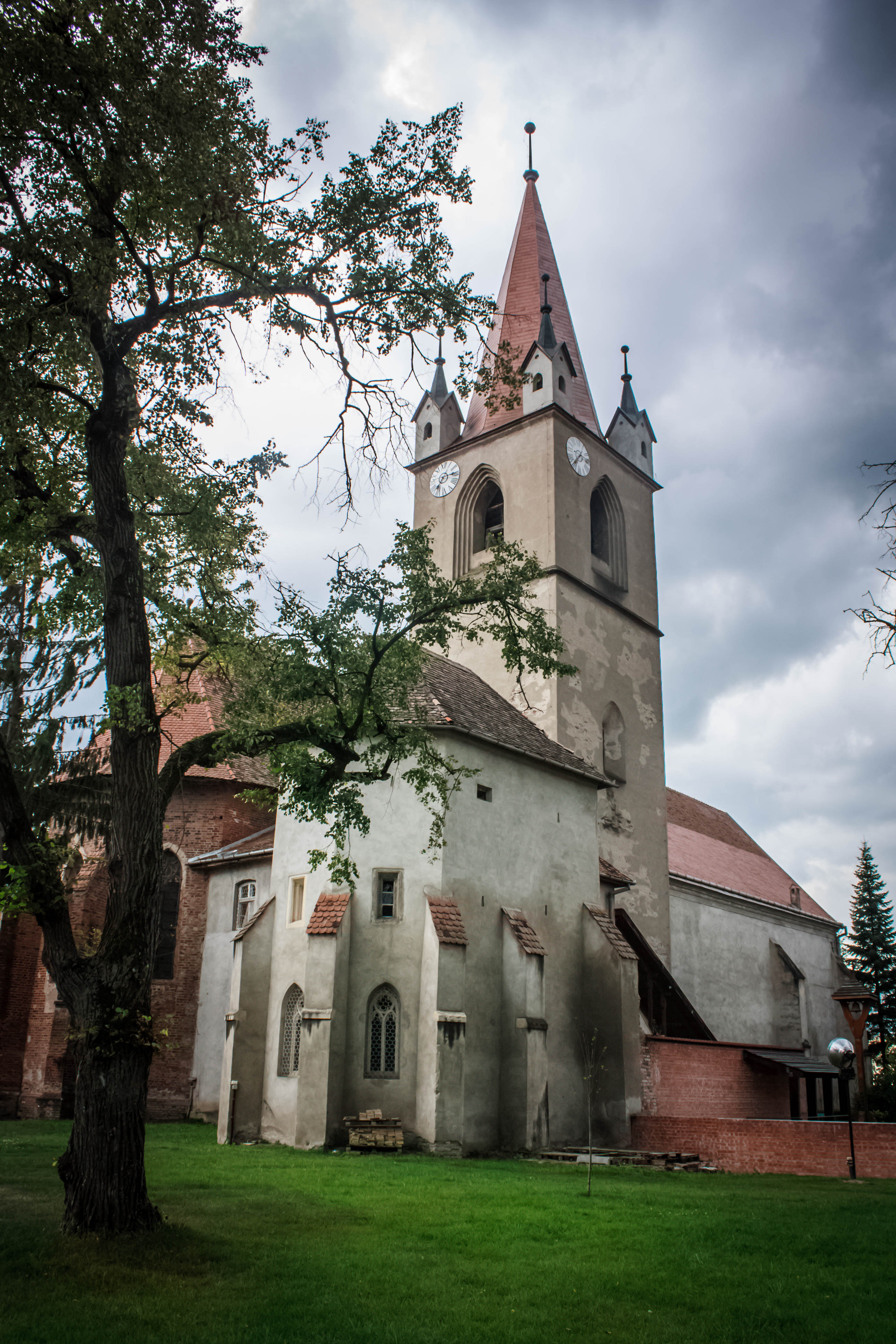
Biserica din Cetate

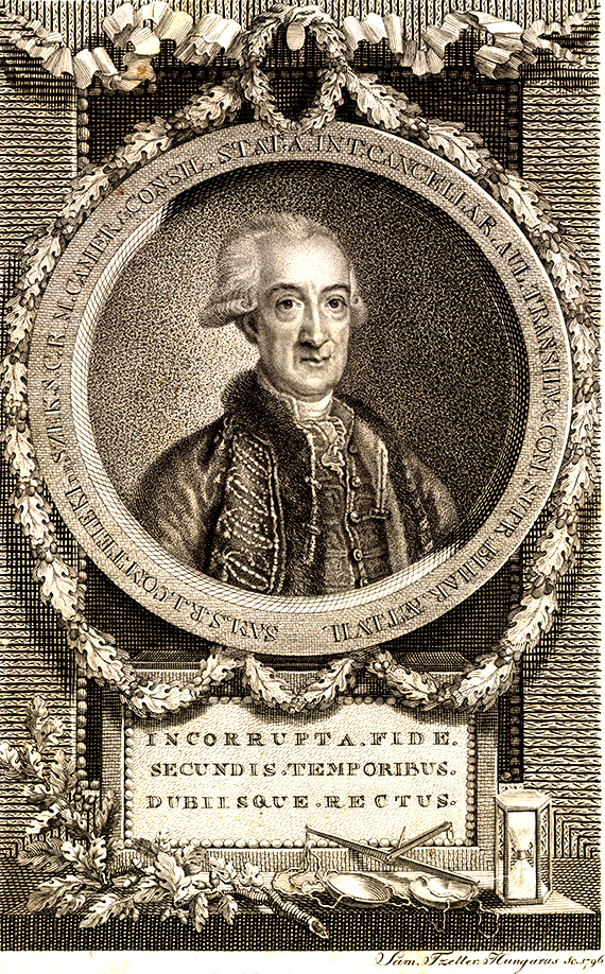
Sámuel Teleki, cancelar, filantrop, fondator de bibliotecă

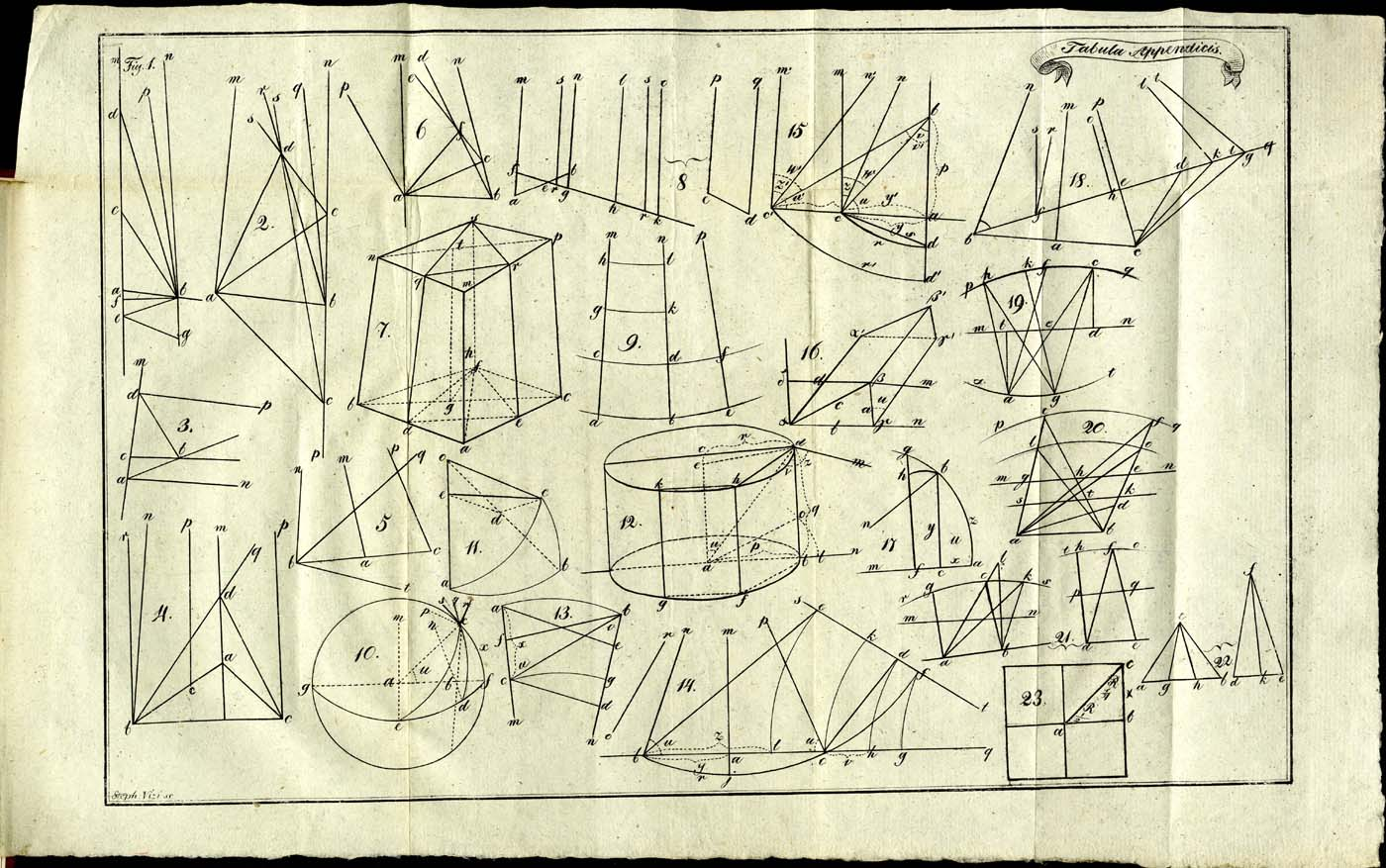
În Appendix (1831) János Bolyai a publicat tezele geometriei neeuclidiene

Aceasta este o cronologie istorică a Târgu Mureșului.

## Evenimente
- 1316: Analele Franciscane arată că în Târgu Mureș, menționat ca Forum Siculorum, se afla una dintre cele patru mănăstiri franciscane din Transilvania[1][2][3].
- 1323: Orașul este menționat sub numele de Novum Forum Siculorum și este condus de judele Gerlakus.[4]
- 1349: Prefectul András Lackfi în scrisoarea scrisă în numele Ludovic I al Ungariei îl numește orașul ca Szekulwasarhel (Székelyvásárhely)[4]
- 1490: A fost finalizată construcția Bisericii din Cetate.[5]
- 1511: A fost consemnat primul spital din localitate, cu numele hospitalis Sanctispiritus de Zekelvasarhel, cu ocazia unor donații pe care le primește din partea Scaunului Mureș, o casă cu terenuri aferente din satul Șăușa. Acesta era un azil pentru sărmani cu o mică biserică, de fapt capelă de lemn, construit pe locul actualei Biserici reformate mici.[6]
- 1554: Tamás Köpeczi Nagy, înalt demnitar din vremea reginei Isabella, a construit Casa Köpeczi
- 1575: Poetul renascentist maghiar Bálint Balassi a căzut prizonier al principelui Ștefan Báthory în Bătălia de la Sânpaul⁠(fr)[traduceți] din 9 iulie 1575 și a fost deținut în Cetatea din Târgu Mureș până când Báthory l-a luat cu el în Regatul Poloniei și Lituaniei, de unde l-a eliberat în 1577.[7][8]
- 1596: O parte din secuii revoltați de decizia Dietei Transilvaniei care a refuzat restaurarea drepturilor lor de libertate, în urma carnavalului sângeros au fost torturați în Cetatea din Târgu Mureș.[7]
- 1616, 29 aprilie: Localitatea a primit rangul de oraș liber regesc (în maghiară szabad királyi város, în latină libera regiae civitas) de la principele Transilvaniei, Gabriel Bethlen.[9] Totodată, cu acest prilej noul nume al urbei a devenit Marosvásárhely.[4]
- 1702: Iezuiții au fondat o școală elementară romano-catolică[10]
- 1708: Școala confesională romano-catolică a devenit gimnaziu (liceu)[10]
- 1728: Iezuiții au început construirea Bisericii „Sfântul Ioan Botezătorul”[11]
- 1732: Liceul Romano-Catolic a fost mutat în Casa cu Arcade[10]
- 1740, 2 iulie: Franciscanii și-au reluat activitatea în oraș.
- 1767: Construcția bisericii minoriților a fost finalizată.
- 1777: Construcția bisericii franciscanilor a fost finalizată.
- 1793: Locuitorii ortodocși au construit o biserică de lemn
- 1794: A fost sfințită biserica greco-catolică construită pe cheltuiala episcopului ctitor Ioan Bob
- 1797: Contele Sámuel Teleki a fondat o bibliotecă publică cu 40.000 de volume[12]
- 1815: A fost depusă piatra de temelie a bisericii reformate din strada Sfântul Nicolae (azi strada Ștefan cel Mare) de către Sámuel Kemény, președintele tribunalului suprem al Transilvaniei și primcuratorul Lukáts László Borosnyai.[13]
- 1821: Contele Sámuel Teleki a început construirea Palatului Apollo
- 1750: Biserica „Sfântul Ioan Botezătorul” a fost sfințită la 4 octombrie 1750 de episcopul romano-catolic Sigismund Stoica.[14]
- 1804, 4 mai: Farkas Bolyai, tatăl matematicianului János Bolyai, a devenit șeful catedrei de matematică de la Colegiul Reformat[15]
- 1849, 30 iulie: După micul dejun luat în casa familiei Görög, poetul Sándor Petőfi a pornit  spre Sighișoara unde și-a pierdut viața în Bătălia de la Albești din 31 iulie 1849.[16]
- 1852, 31 iulie: Regele Franz Joseph, aflându-se în Ardeal, a petrecut noaptea în casa familiei Görög. Printre însoțitorii monarhului s-a aflat generalul Karl Ludwig von Grünne⁠(en)[traduceți].[17]
- 1854, 10 martie: Mihály Gálffy, Károly Horváth și János Bágyi Török, membrii Complotului secuiesc, au fost executați la marginea orașului Târgu Mureș pe locul numit Postarét[18]
- 1868, 20 decembrie: A fost fondată instituția financiară locală Marosvásárhelyi Takarékpénztár (în română Casa de Economii și Consemnațiuni din Târgu Mureș) sub conducerea lui Domokos Teleki în Casa Görög.[17]
- 1871, 20 noiembrie: MÁV a inagurat calea ferată Războieni-Târgu Mureș.[19]
- 1886: A fost continuată construcția magistralei de cale ferată către Reghin.[19]
- 1899: A fost fondată Marosvásárhelyi Kerékpározók Egyesülete (în română Asociația Cicliștilor Târgumureșeni).
- 1900: A fost inaugurată Sinagoga din strada Școlii de către prim-rabinul Joachim Wilhelm, în prezența liderilor comunității evreiești locale, Albert Bürger (președinte) și Mendel Farkas (vicepreședinte).[20]
- 1902, 8 martie: György Bernády a fost ales primar al orașului liber regesc Mureș-Oșorhei.[21]
- 1909: A fost inagurat restaurantul poligonului cetățenesc construit în stil Art Nouveau după planurile arhitectului șef Sándor Radó. Astfel, cetățenii au început să viziteze Platoul Cornești cu scopuri de agrenament.[22]
- 1913: A fost inagurată Casa de Cultură „I. Ferencz József” (azi Palatul Culturii), construită în stil Art Nouveau de arhitecții Marcell Komor și Dezső Jakab.
- 1930: Episcopul György Boros a sfințit noua biserică unitariană din Piața Bolyai.
- 1934, 2 decembrie: A avut loc sfințirea Catedralei „Înălțarea Domnului”.
- 1936, 8 septembrie: Alexandru Nicolescu a sfințit noua biserică greco-catolică „Buna Vestire”.
- 1937: A avut loc Reuniunea de la Târgu Mureș în Palatul Apollo.
- 1937, 12 decembrie: Episcopul János Vásárhelyi a sfințit biserica din strada Voinicenilor construită pentru reformații aflați pe malul drept al râului Mureș.[23]
- 1945: Facultatea de Medicină a Universității Bolyai a fost mutată de la Cluj la Târgu Mureș.[24]
- 1946: A fost fondat Teatrul Secuiesc, primul teatru permanent din oraș, de Miklós Tompa, János Kemény și Olivér Pittner, cu sprijinul Uniunii Populare Maghiare (MNSZ).[25]
- 1950: A fost fondată Filarmonica de Stat Târgu Mureș.[26]
- 1956: A fost înființat Ansamblul Artistic Mureșul.
- 1957: Cu ocazia aniversării a 400 de ani de la fondarea Colegiului Reformat din Târgu Mureș, liceul a preluat numele fostului său profesor de matematică Farkas Bolyai și a fost dezvelit Monumentul celor doi Bolyai în piața din fața clădirii principale.[27]
- 1958, 2 martie: A fost lansat postul Radio Târgu Mureș cu scopul difuzării de informații de interes public pentru toți locuitorii Regiunii Autonome Maghiare; postul de radio a avut inițial un program de două ore în limbile română și maghiară.[28]
- 1964, 23 august: A fost deschisă Grădina Zoologică.[29]
- 1971: Biserica franciscanilor din Piața Trandafirilor a fost demolată de autorități, odată cu începerea lucrărilor la clădirea Teatrului Național.
- 2001, 3 octombrie: A fost deschis în mod festiv primul an universitar la Universitatea Sapientia.[30]
- 2004, 3 noiembrie: A fost inagurată noua clădire a Universității Sapientia în campusul din Calea Sighișoarei.[30]
- 2008: Iezuiții și-au reluat activitatea în oraș.[31]
- 2008, 6 mai: A avut loc prima emisiune a TVR Tîrgu Mureș.